# Біла альтанка
Біла альтанка (за СРСР офіційно Ротонда дружби народів) — оригінальна пам'ятка у формі альтанки з колонадою в місті Полтаві, споруджена вперше в 1909 році на честь 200-ліття Полтавської битви; один із символів міста.
Розташована на Соборному майдані, завершує полтавське плато Іванової гори. Звідси відкривається об'ємний краєвид на долину річки Ворскли та частину міста: полтавський Поділ, ворсклянську Леваду.

## Опис і легенда
Полтавська Біла альтанка являє собою напівкруглу в плані колонаду з 8 колон доричного ордера на стилобаті, які несуть розвинутий антаблемент, завершений атіком. Загальна висота пам'ятки — 9 метрів.
Споруда дещо нагадує підкову, зігнуту своїми краями до Успенського Собору, що розміщена на колонах. Такий «підковоподібний» зовнішній вигляд альтанки обумовлений, згідно з легендою, тим, що саме на Соборному майдані міста на другий день після Полтавської битви відбулась зустріч ремісників-полтавців з російським царем Петром І, і, начебто, місцевий коваль тут майстерно підкував царського коня, що втратив підкову під час Полтавського бою.

## Історія
Біла альтанка була збудована у 1909 році з нагоди 200-річчя Полтавської битви на залишках земляних валів колишнього Подільського бастіону Полтавської фортеці.
У роки Німецько-радянської війни гітлерівці розібрали Альтанку, влаштувавши на її місці зенітно-артилерійський пункт.
По війні, у 1954 році ідею відновлення пам'ятки втілив своїм проєктом головний архітектор повоєнної Полтави Лев Вайнгорт. Офіційно пам'ятник вважався не відтвореним, а створеним подібним до того, що існував у довоєнний час, а відкрили його на честь «300-річчя возз'єднання України з Росією» (Переяславська рада). Відповідно альтанка отримала нову «радянську назву» — Ротонда Дружби (народів).
На сьогодні серед більшости полтавців споруда згадується під своєю колишньою історичною назвою «Біла Альтанка». Це один з найвідоміших полтавських символів, розташований неподалік від новітньої візитівки міста — пам'ятника галушкам. У містян існує стала традиція робити зупинку біля обох пам'яток на весілля, на свята або й просто під час прогулянок. Вона на 2-му місці в списку «Семи чудес Полтави», рейтингу туристичних об'єктів, сформованого онлайн-голосуванням, за листами та анкетуванням відвідувачів музеїв Полтави.

## Галерея

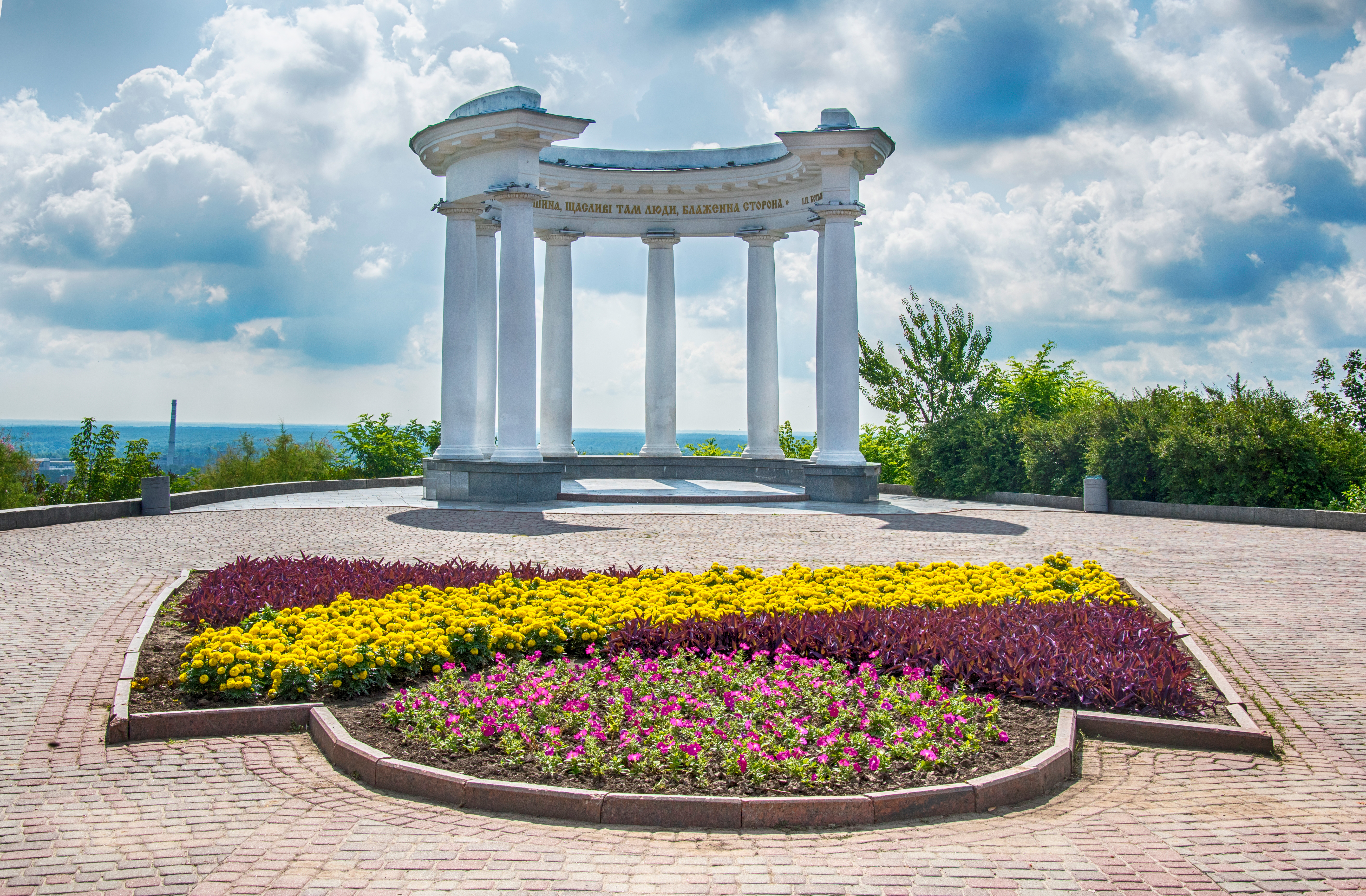
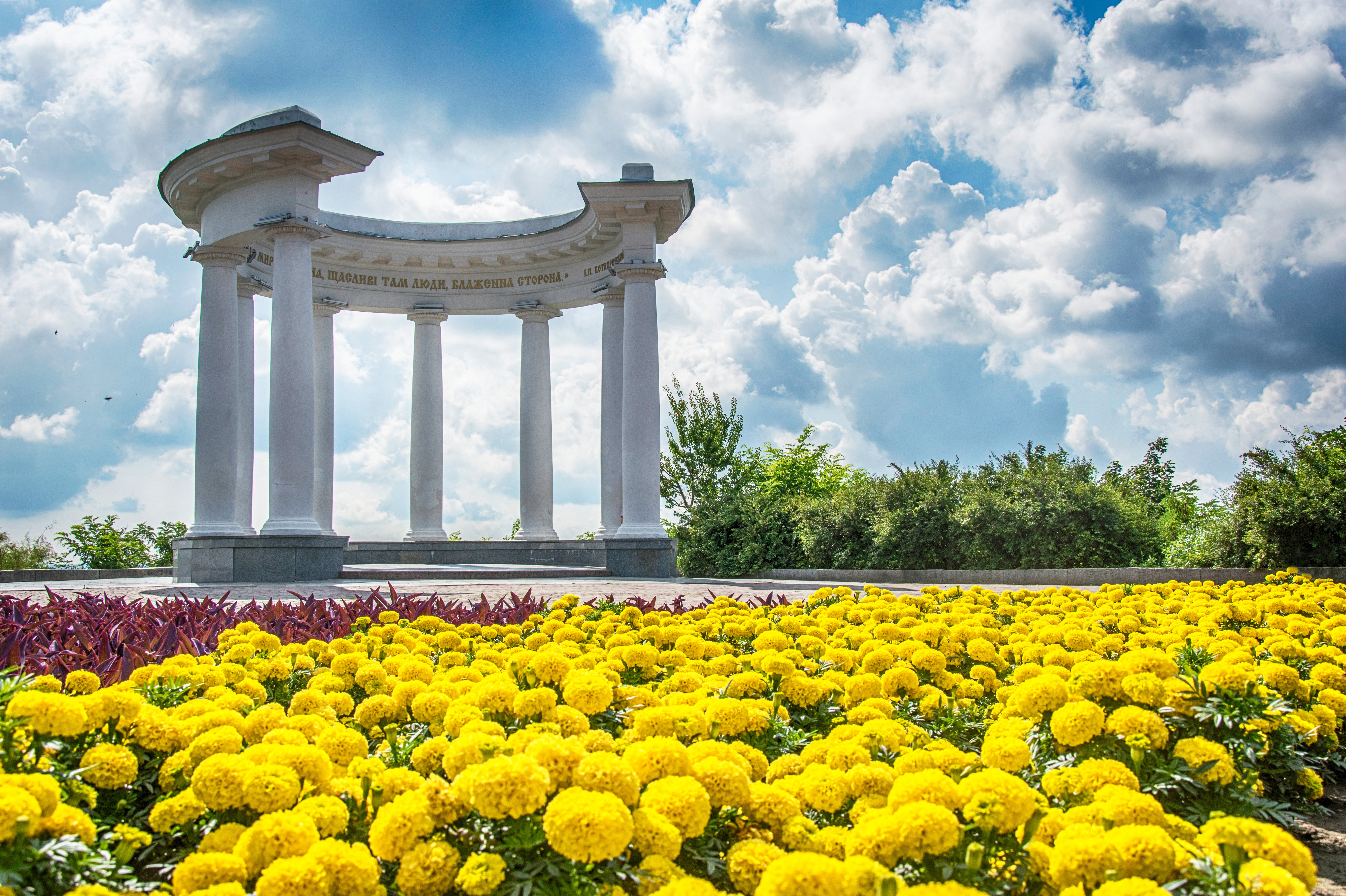
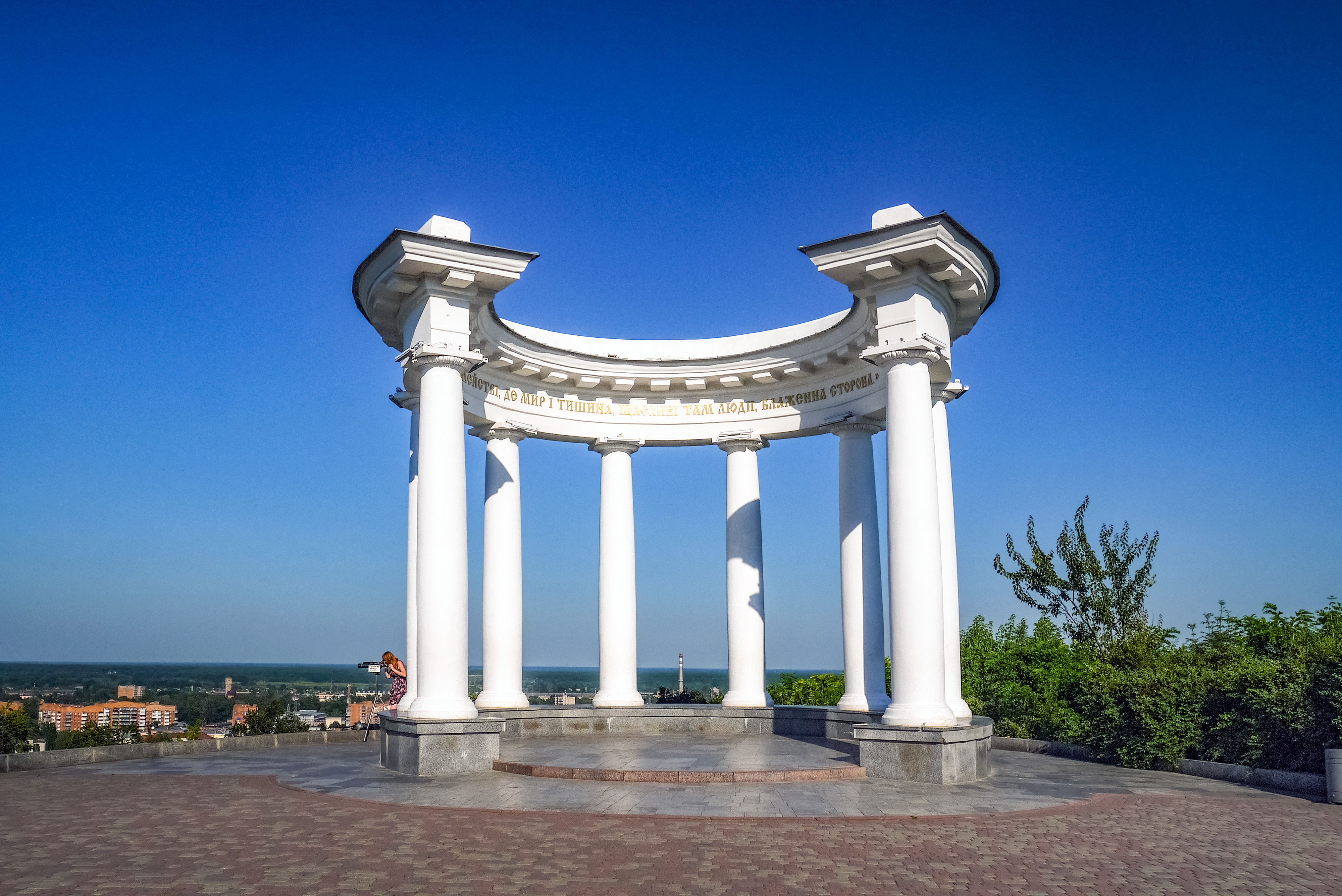
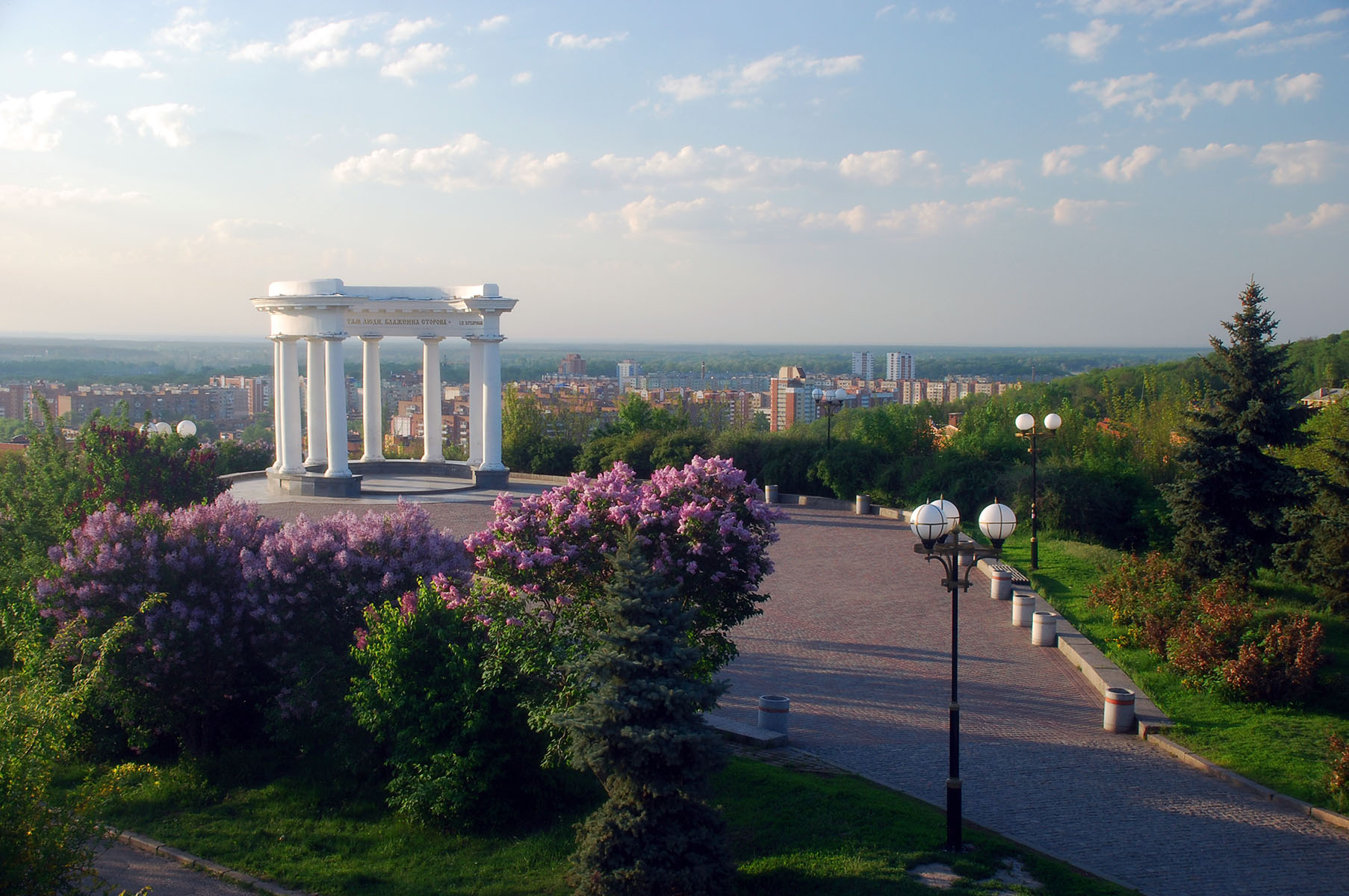
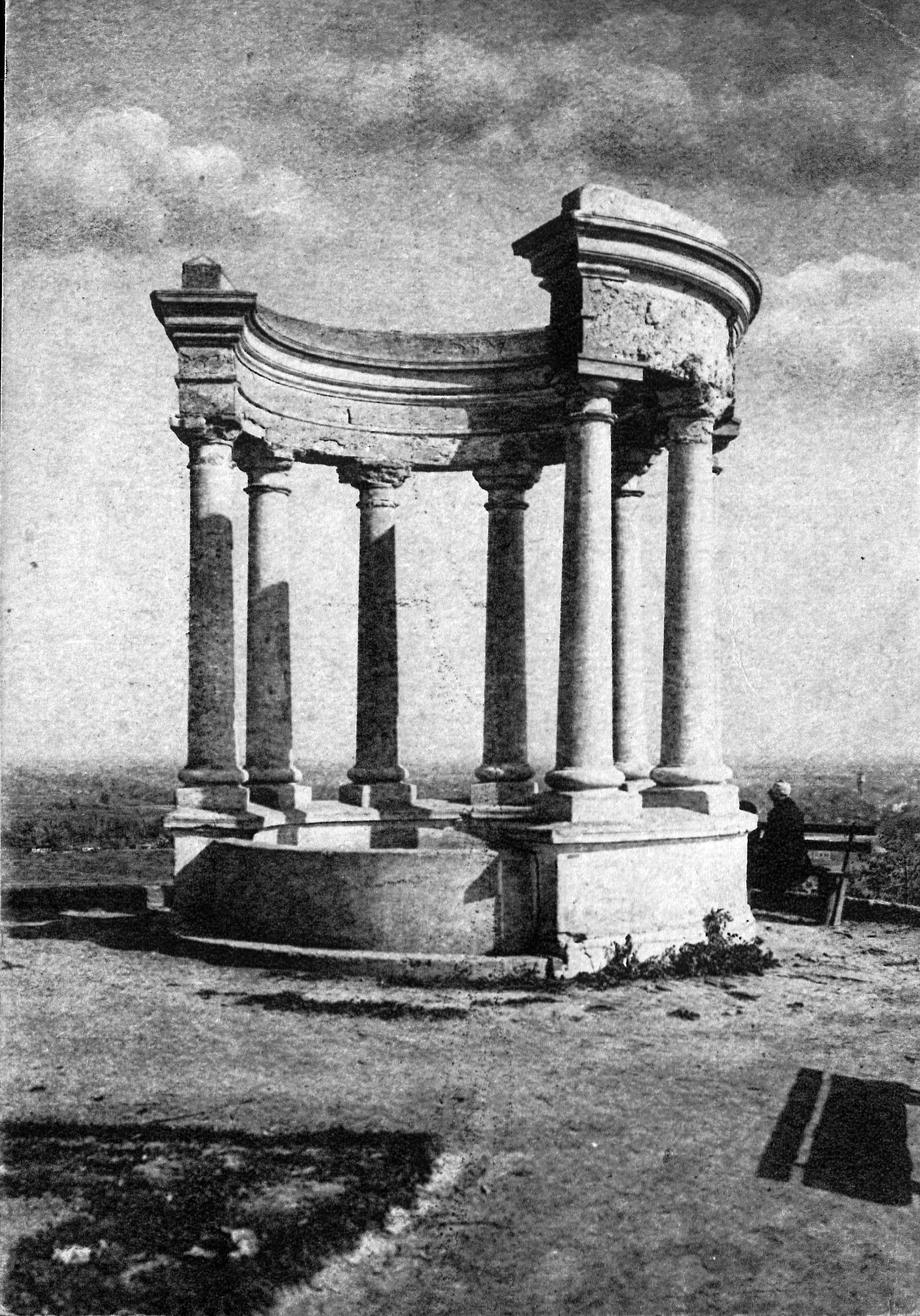
Біла альтанка на старій світлині
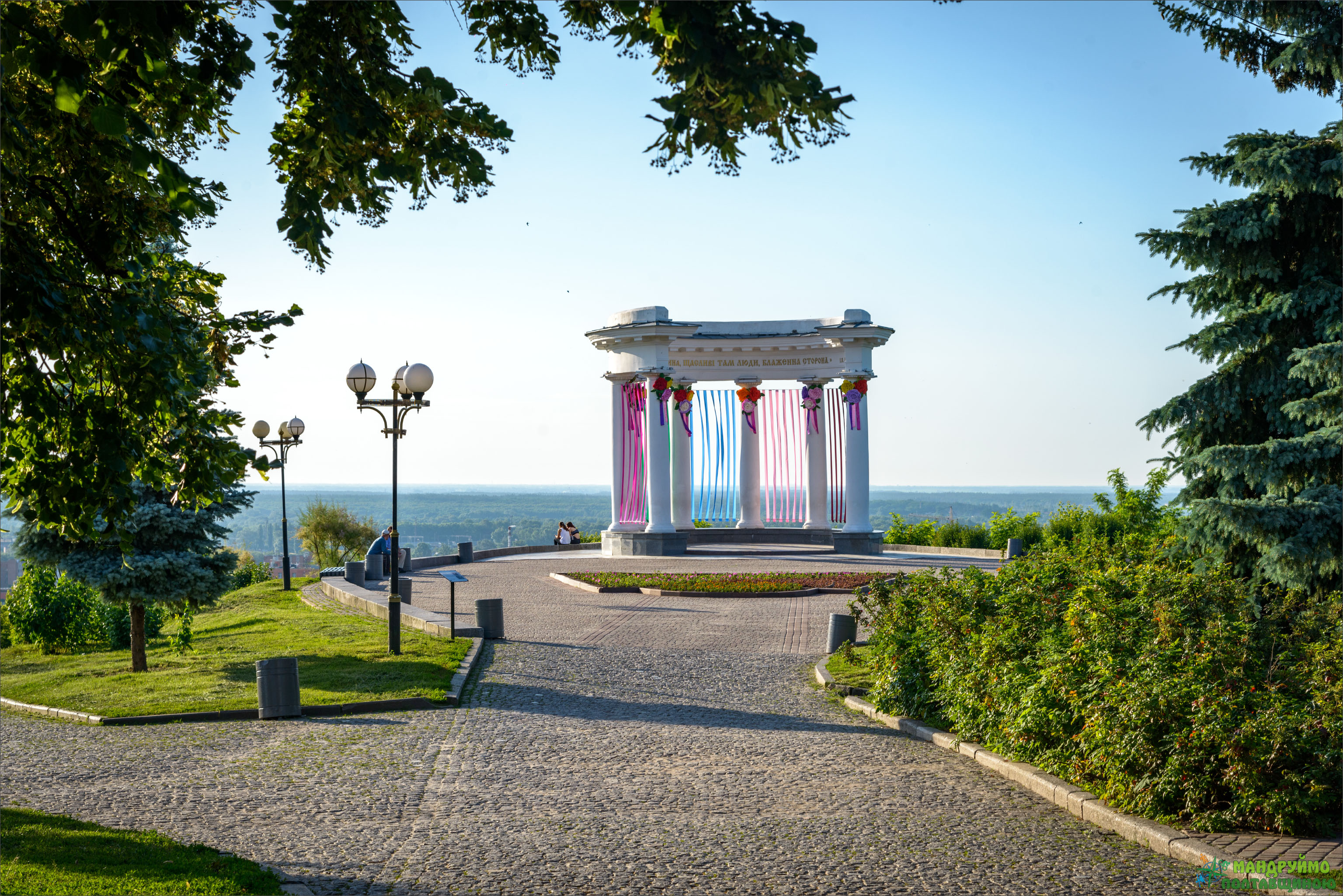